# Абдыкадырова, Субайылда
Субайылда Абдыкадырова (9 марта 1935, Сары-Булак, Киргизская АССР — 22 апреля 2010, Бишкек) — поэтесса, член КПСС, член СП СССР (1958), Заслуженный деятель культуры Кыргызской Республики (1991). За литературную деятельность была награждена Почётными грамотами Верховного Совета Киргизской ССР, грамотами ЦК ВЛКСМ и ЦК ЛКСМ Кыргызстана.

## Биография
Субайылда Абдыкадырова родилась в 1935 году в селе Сары-Булак Калининского района, в семье колхозника. В 1949 году поступила в педагогическое училище, а затем продолжила занятия в Киргизском женском педагогическом институте, который окончила в 1957 году. Затем Субайылда Абдыкадырова работала литературным сотрудником газеты «Ленинчил жаш», журнала «Кыргызстан аялдары», позже еженедельника «Кыргызстан маданияты».

## Творчество
Литературная деятельность Субайылды Абдыкадыровой началась в 1953 году, когда в газете «Кыргызстан пионери» и в журнале «Жаш ленинчи» были опубликованы её первые стихотворения «Родина» и «Уборщица». Уже в них было видно стремление поэтессы избегать риторики, декларативности, ложного пафоса, писать в традициях лучших киргизских поэтов Алыкула Осмонова, Джоомарта Боконбаева и других.
В последующие годы стихотворения Субайылды Абдыкадыровой публиковались на страницах республиканской периодической печати, в сборниках молодых киргизских поэтов «Волна», «Молодая мечта» и других. В 1959 году вышел в свет на киргизском и на русском языках её первый сборник стихотворений.
Произведения Субайылды Абдыкадыровой переведены и опубликованы на языках народов СССР, некоторые из них стали известны немецким, английским, итальянским и японским читателям.